# Schwenda

Localizzazione di Schwenda all'interno del comune di Südharz

Schwenda era un comune tedesco di 597 abitanti, situato nel land della Sassonia-Anhalt. Dal 1º gennaio 2010 costituisce una frazione del nuovo comune di Südharz.